# 郭嘉昆
郭 嘉昆（かく かこん、1980年8月 - ）は、中華人民共和国の外交官。モンゴル族。現職は中華人民共和国外交部の発言人（報道官）兼新聞司副司長。

## 経歴
1980年8月、中国で生まれる。2002年、南開大学を卒業。
中華人民共和国常駐国連代表団三等秘書、中華人民共和国外交部非洲司四処副処長、中華人民共和国外交部政策規画司処長を歴任。2018年10月、中華人民共和国駐国連代表団安理会候補代表。
2025年1月6日、中華人民共和国外交部新聞司副司長兼発言人（報道官）に就任。